# کلیسای مریم مقدس (گندواز)
کلیسای مریم مقدس (ارمنی: Սուրբ Աստվածածին եկեղեցի) یک کلیسا بازیلیکا متعلق به کلیسای حواری ارمنی واقع در شهر گندواز، استان وایوتس‌جور ارمنستان می‌باشد. ساخت و ساز این ساختمان در سال ۱۶۸۶ میلادی؛ به پایان رسید. این بنا به سبک معماری ارمنی طراحی شده است.

## نگارخانه

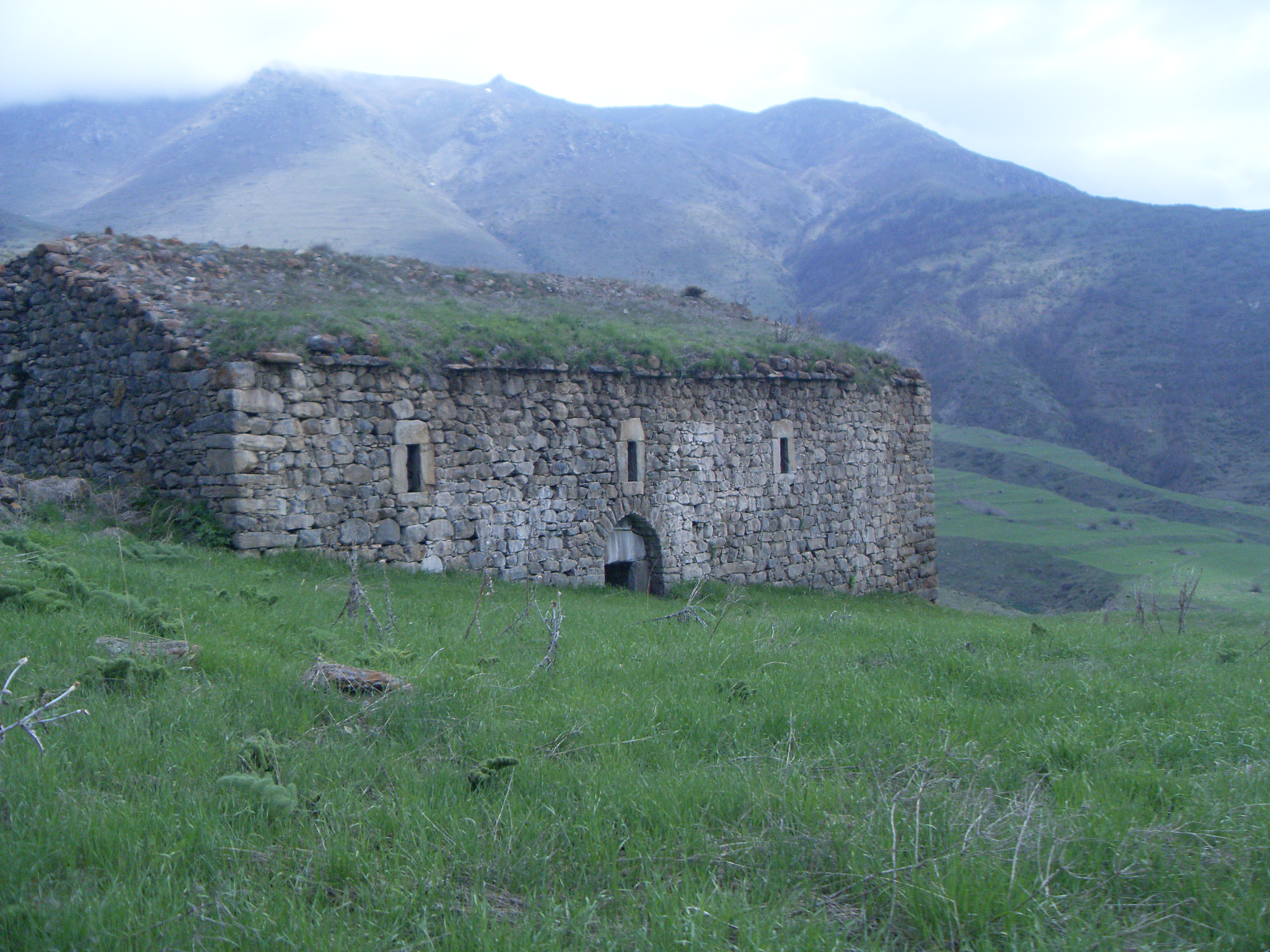